# Memorialul Durerii
Memorialul Durerii este un serial documentar de televiziune din 1991 care prezintă persecuția, închisorile, lagărele de muncă forțată, acțiunile represive ale Securității din România comunistă, realizat de TVR, al cărui principal producător este Lucia Hossu-Longin. „Memorialul durerii” a fost realizat în 120 de episoade, care au fost achiziționate de Biblioteca Congresului American și de arhivele Hoover, fără să fie difuzate. Au fost filmate peste 100.000 de minute cu supraviețuitori ai închisorilor regimului comunist.

## Vezi și
- Memorialul Sighet
- Raportul Tismăneanu
- România Comunistă
- Republica Populară Română
- Republica Socialistă România
- Mișcarea de rezistență anticomunistă
- Deportările în Bărăgan
- Experimentul Pitești